# Erdoberfläche

Die Oberfläche der Erde (Computeranimation)

Die Erdoberfläche ist die Grenzfläche zwischen der festen Erdkruste (einschließlich der Böden) und den Gewässern auf der einen sowie der Atmosphäre auf der anderen Seite. Sie lässt sich nach verschiedenen Kriterien in Hemisphären (Halbkugeln, von altgriechisch ἥμισυς hemisys „halb“ und σφαῖρα sphaira „Kugel“) einteilen, also in Hälften der Erdoberfläche.
Geländehöhen auf der Erdoberfläche werden auf den mittleren Meeresspiegel bezogen. Diese Niveaufläche – das Geoid – hat genähert die Form eines Ellipsoids und eine Oberfläche von 510 Millionen km², wovon rund 71 % von Meeren bedeckt sind.

## Betrachtungsweisen der Geowissenschaften
- Die Physische Geographie beschäftigt sich mit den Großformen der Erdoberfläche und ihren Systemzusammenhängen.
- Die Geomorphologie (Teil der Geographie) erforscht die genaue Form (das Relief) der Erdoberfläche und (gemeinsam mit der Geologie) seine Entstehung. 37,4 % der Landoberfläche der Erde liegen zwischen 1000 und 2000 m über Meereshöhe.[1]
- Die Geodäsie befasst sich mit der Vermessung der Erdoberfläche und der darauf befindlichen Infrastruktur sowie – gemeinsam mit der Geophysik – mit dem Erdschwerefeld.
- Die Bodenkunde untersucht die oberste, organisch geprägte Schicht unterhalb der Erdoberfläche.

Boden bildet in weiten Teilen der Landgebiete, vor allem in Ebenen und Hügellandschaften in Regionen mit feuchtem Klima, die oberste Schicht unterhalb der Erdoberfläche. Er entsteht durch Verwitterung von Festgestein und aus Lockergestein durch Anreicherung dieser mineralischen Substanzen mit organischer Substanz (Humus). Je nach Grad der Verwitterung, den chemischen und physikalischen Eigenschaften des Ausgangsgesteins sowie den herrschenden Umweltbedingungen entstehen unterschiedliche Bodenarten und Bodentypen. In gebirgigen Gegenden, vor allem im Hochgebirge sowie unter extremen klimatischen Bedingungen besteht die Erdoberfläche hingegen oft aus nacktem Fels oder aus Lockergestein, das kaum oder keinerlei Bodenbildungsprozessen unterworfen ist.

### Gliederung nach Hemisphären

Erdäquator und Längenkreise

- Geodäsie: Die Nord- und die Südhemisphäre, wie sie sich aus der Breite bezüglich des Erdäquators ergeben, sowie die östliche und die westliche Hemisphäre, nach dem Längengrad bezüglich des Nullmeridians und des 180. Längengrads. Der einzige Staat der Erde, dessen Staatsgebiet in allen vier Erdhemisphären liegt, ist Kiribati, ein Inselstaat im Pazifik.
- Geomorphologie: Die Wasserhemisphäre und die Landhemisphäre. Erstere umfasst den ganzen pazifischen Raum und ist zu 89 % von Meeren bedeckt, zweitere ungefähr den atlantischen Raum und Eurasien mit etwa 50 % Festland.

Daneben bezeichnen Nord- und Südhemisphäre wie auch West- und Osthemisphäre kultur- und wirtschaftspolitische Einteilungen, die aber verhältnismäßig willkürlich gewählt sind. Die Verwendung in diesem Zusammenhang etablierte sich in der Zeit des Kalten Kriegs in der Mitte des 20. Jahrhunderts. Südhemisphäre bezog sich auf die Dritte Welt, Osthemisphäre auf den vom Kommunismus bzw. Realsozialismus beeinflussten Raum Europas und Asiens (Zweite Welt). Heute wird diese Einteilung aufgrund der geänderten geopolitischen Lage in der Fachliteratur kaum mehr verwendet.
In den Verträgen von Tordesillas und Saragossa (1494, 1529) wurde im Zuge des Kolonialismus die Erdoberfläche nach Längengrad in einen spanischen und einen portugiesischen Machtbereich aufgeteilt.
Üblich ist noch die Einteilung in Alte Welt (Eurasien, Afrika) und Neue Welt (beide Amerika), die auch relativ unspezifisch ist.

### Gliederung nach Wasser und Land
Die Geomorphologie gliedert die Erdoberfläche in Gebiete, die von Gewässern bedeckt sind: Seen, Flüsse und Meere, sowie in Gebiete, die nicht von Gewässern bedeckt sind: Festland und Inseln.
Während der Ausdruck „Oberfläche“ bei den nicht von Gewässern bedeckten Gebieten relativ einfach als die Grenzfläche zwischen der Litho- und/oder Pedosphäre und der Atmosphäre zu verstehen ist (Geländeoberkante), bezieht er sich bei Gewässern entweder auf die sichtbare Gewässeroberfläche (Wasserspiegel) oder die Grenzfläche zwischen Lithosphäre (einschließlich der Sedimente bzw. „subhydrischen Böden“) und Wasserkörper (Gewässergrund, engl. sediment-water interface). Bei genauerer Betrachtung aber ist auch bei den Landmassen wahlweise die „von oben sichtbare“ Fläche einschließlich der Vegetationsdecke und Überbauung (Topographie), oder nur Geländeoberfläche (Orographie) gemeint.
Bei großflächig vergletscherten Regionen wie der Arktis und der Antarktis, wo zudem Teile des Eisschildes als Schelfeis weit in die Küstengewässer hineinreichen, stellt sich die Frage, ob die Oberfläche der Eiskörper zur Erdoberfläche zählt oder nicht.

## Daten
| Gesamtfläche der Erde | 510.000.000 km² | 100 %  |
| Wasserfläche          | 360.570.000 km² | 70,7 % |
| Landfläche            | 149.430.000 km² | 29,3 % |

### Landfläche
Der Anteil der Landfläche beträgt etwa 148,9 Mio. km² (29 %); das Land verteilt sich auf Kontinente und Inseln:
| Kontinent                                               | Landfläche     | Anteil |
| ------------------------------------------------------- | -------------- | ------ |
| Asien (ohne Polarinseln)                                | 044,4 Mio. km² | 031 %  |
| Amerika (ohne Polargebiete)                             | 038,3 Mio. km² | 027 %  |
| Afrika                                                  | 029,3 Mio. km² | 020 %  |
| Antarktika                                              | 013,2 Mio. km² | 09 %   |
| Europa (ohne Island, Nowaja Semlja, atlantische Inseln) | 09,9 Mio. km²  | 07 %   |
| Australien (mit Tasmanien)                              | 07,7 Mio. km²  | 05 %   |
| gesamt                                                  | 148,9 Mio. km² | 100 %  |

Bezogen auf die eisfreien Gebiete der Erde (demnach ohne den Großteil von Grönland und der Antarktis) wird die Landfläche von natürlichen und vom Menschen geprägten Großlebensräumen geprägt, die Anfang des 21. Jahrhunderts folgende Größenordnungen umfassen:
| Dauernutzungsraum des Menschen (Wohngebiete, Infrastruktur, intensiv genutzte Flächen) 2004 | 72.084.920 km2 | 53 %   |
| Landwirtschaftlich genutzte Fläche 2009                                                     | 48.827.330 km2 | 35,9 % |
| Extensiv od. saisonal genutzter Naturraum 2004                                              | 42.162.880 km2 | 31 %   |
| gesamte Waldfläche (genutzt und ungenutzt) 2010                                             | 40.204.320 km² | 29,6 % |
| Ungenutzte, „wilde“ Naturräume 2004                                                         | 21.761.480 km2 | 16 %   |

### Wasserfläche
Der Anteil der Wasserfläche beträgt ca. 361,2 Mio. km² (71 %); das Wasser verteilt sich hauptsächlich auf Ozeane:
| Ozean              | %    | mittlere Tiefe |
| ------------------ | ---- | -------------- |
| Pazifischer Ozean  | 47 % | 3870 m         |
| Atlantischer Ozean | 24 % | 3380 m         |
| Indischer Ozean    | 20 % | 3600 m         |
| Südlicher Ozean    | 05 % |                |
| Arktischer Ozean   | 04 % |                |

### Höhen (Hypsometrie)

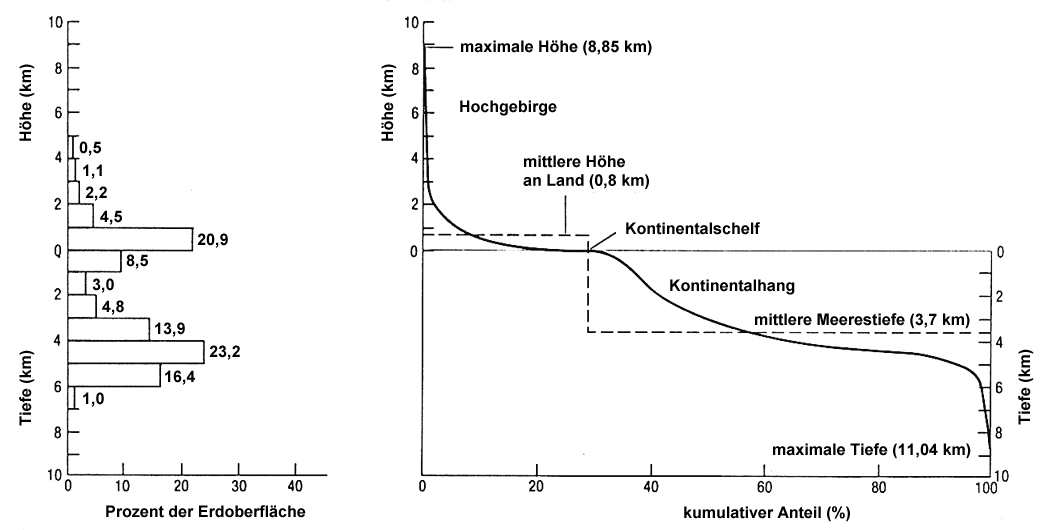
Die hypsographische Kurve der Erdoberfläche zeigt die Flächenanteile pro Meereshöhe bzw. -tiefe (links in Prozent, rechts kumuliert)

Die mittlere Höhe der Festlandsflächen liegt bei ungefähr 700 m (Europa 300 m, Asien 880 m, Amerika 610 m, Afrika 660 m, Ozeanien und Australien 300 m). Ihren höchsten Punkt erreicht die Erdoberfläche mit dem Mount Everest bei 8.848 Metern über dem Meeresspiegel. Der tiefste frei zugängliche Punkt der Erdoberfläche befindet sich am Ufer des Toten Meeres, dessen Wasseroberfläche 423 Meter unter Meeresniveau liegt. Der tiefste Punkt der Oberfläche der kontinentalen Erdkruste befindet sich unter dem Denman-Gletscher des Antarktischen Eisschildes, wo eine Tiefe von etwa 3.500 m unter dem Meeresspiegel erreicht wird. Die mittlere Tiefe der Meere beträgt etwa 3.500 m und die tiefste Stelle der Oberfläche der Erdkruste bzw. der Lithosphäre befindet sich im Marianengraben bei ungefähr 11.000 Metern unter dem Meeresspiegel.

### Andere Himmelskörper
Vergleich der Oberfläche der Erde mit anderen Planeten des Sonnensystems und dem Erdmond:
| Himmelskörper | Oberfläche in km² |
| ------------- | ----------------- |
| Jupiter *     | 61.420.000.000    |
| Saturn *      | 42.610.000.000    |
| Uranus *      | 8.083.000.000     |
| Neptun *      | 7.620.000.000     |
| Erde          | 510.100.000       |
| Venus         | 460.200.000       |
| Mars          | 144.600.000       |
| Merkur        | 74.760.000        |
| Mond          | 37.960.000        |

(*) Zu beachten ist hierbei, dass Jupiter, Saturn, Uranus und Neptun Gasplaneten ohne feste Oberfläche sind. Bei ihnen wird die „Oberfläche“ anhand des Nullniveaus berechnet, welches per definitionem das Niveau ist, bei dem der Gasdruck 1 Bar beträgt.